# 圣多美和普林西比总理
圣多美和普林西比民主共和国总理是圣多美和普林西比民主共和国的政府首脑。圣多美和普林西比结束葡萄牙的殖民统治于1975年7月12日独立，正式设置总理一职，此前曾设有过渡政府总理职务。
圣多美和普林西比政府由该国议会多数党组成，政府总理须由总统提名和任命，但需要执政党的同意。
政府总理有权任命政府各部部长。政府在总理领导下对议会和总统负责。

## 历任圣多美和普林西比民主共和国总理
| 序号                                        | 姓名                                                           | 就任日期       | 离任日期       | 所属政党                 |
| ------------------------------------------- | -------------------------------------------------------------- | -------------- | -------------- | ------------------------ |
| 1                                           | 莱昂内尔·马里奥·达尔瓦 （Leonel Mário d'Alva）                 | 1974年12月21日 | 1975年7月12日  | 圣多美和普林西比解放运动 |
| 2                                           | 米格尔·特罗瓦达 （Miguel Trovoada）                            | 1975年7月12日  | 1979年4月9日   | 圣多美和普林西比解放运动 |
| 取消设置总理职位（1979年3月－1988年1月8日） |                                                                |                |                |                          |
| 3                                           | 塞莱斯蒂诺·罗恰·达科斯塔 （Celestino Rocha da Costa）          | 1988年1月8日   | 1991年2月7日   | 圣多美和普林西比解放运动 |
| 4                                           | 丹尼尔·利马·多斯桑托斯·达约 （Daniel Lima dos Santos Daio）    | 1991年2月7日   | 1992年5月16日  | 无党派，独立候选人       |
| 5                                           | 诺伯托·达尔瓦·科斯塔·阿莱德雷 （Norberto d'Alva Costa Alegre） | 1992年5月16日  | 1994年7月2日   | 民统党—思索小组          |
| 6                                           | 埃瓦里斯托·卡瓦略 （Evaristo Carvalho）                        | 1994年7月2日   | 1994年10月25日 | 民主独立行动党           |
| 7                                           | 卡洛斯·达·格拉萨 （Carlos da Graça）                           | 1994年10月25日 | 1995年12月31日 | 解放运动—社会民主党      |
| 8                                           | 阿米恩多·瓦兹·阿莱梅达 （Armindo Vaz d'Almeida）               | 1995年12月31日 | 1996年11月19日 | 解放运动—社会民主党      |
| 9                                           | 劳尔·布拉干萨·内图 （Raul Bragança Neto）                      | 1996年11月19日 | 1999年1月5日   | 解放运动—社会民主党      |
| 10                                          | 吉列爾梅·波塞爾·達科斯塔 （Guilherme Posser da Costa）         | 1999年1月5日   | 2001年9月26日  | 解放运动—社会民主党      |
| 11                                          | 埃瓦里斯托·卡瓦略 （Evaristo Carvalho）                        | 2001年9月26日  | 2002年3月28日  | 民主独立行动党           |
| 12                                          | 加布里埃尔·阿尔坎诺·达科斯塔 （Gabriel Arcanjo da Costa）      | 2002年3月28日  | 2002年10月7日  | 解放运动—社会民主党      |
| 13                                          | 玛利亚·达斯内维斯 （Maria das Neves）                          | 2002年10月7日  | 2004年9月18日  | 解放运动—社会民主党      |
| 14                                          | 达米昂·瓦兹·阿莱梅达 （Damião Vaz d'Almeida）                  | 2004年9月18日  | 2005年6月8日   | 解放运动—社会民主党      |
| 15                                          | 玛利亚·杜卡莫·西尔韦拉 （Maria do Carmo Silveira）             | 2005年6月8日   | 2006年4月21日  | 解放运动—社会民主党      |
| 16                                          | 托梅·韦拉·克鲁斯 （Tomé Vera Cruz）                            | 2006年4月21日  | 2008年2月14日  | 民主运动—变革力量党      |
| 17                                          | 帕特里斯·特罗瓦达 （Patrice Trovoada）                         | 2008年2月14日  | 2008年6月22日  | 民主独立行动党           |
| 18                                          | 诺阿金·拉菲尔·布兰科 （Joaquim Rafael Branco）                 | 2008年6月22日  | 2010年8月14日  | 解放运动—社会民主党      |
| 19                                          | 帕特里斯·特罗瓦达 （Patrice Trovoada）                         | 2010年8月14日  | 2012年12月12日 | 民主独立行动党           |
| 20                                          | 加布里埃尔·阿尔坎诺·达科斯塔 （Gabriel Arcanjo da Costa）      | 2012年12月12日 | 2014年12月25日 | 解放运动—社会民主党      |
| 21                                          | 帕特里斯·特罗瓦达 （Patrice Trovoada）                         | 2014年12月25日 | 2018年12月3日  | 民主独立行动党           |
| 22                                          | 若热·博姆·热苏斯 （Jorge Lopes Bom Jesus）                     | 2018年12月3日  | 2022年11月10日 | 解放运动—社会民主党      |
| 23                                          | 帕特里斯·特罗瓦达 （Patrice Trovoada）                         | 2022年11月11日 | 2025年1月6日   | 民主独立行动党           |
| 24                                          | 伊尔扎·阿马多·瓦斯 （Ilza Amado Vaz）                          | 2025年1月9日   | 2025年1月12日  | 民主独立行动党           |
| 25                                          | 阿梅里科·拉莫斯 （Américo Ramos）                              | 2025年1月14日  | 现任           | 民主独立行动党           |